# Jenny De Smet
Jenny De Smet (Hamme, 3 de juliol de 1958) va ser una ciclista belga. Va aconseguir una medalla al Campionat del Món en Ruta de 1994, per darrere de la neerlandesa Petra de Bruin.

## Palmarès en pista
- 1982
  -  Campiona de Bèlgica en Persecució
- 1983
  -  Campiona de Bèlgica en Persecució

## Palmarès en carretera
- 1982
  -  Campiona de Bèlgica en ruta